# Salvatore Giuliano (Oper)
Salvatore Giuliano ist eine Oper in einem Akt von Lorenzo Ferrero nach einem Libretto in italienischer Sprache von Giuseppe Di Leva, die konzipiert wurde, um zusammen mit Pietro Mascagnis Cavalleria rusticana aufgeführt zu werden. Das Werk wurde von dem Teatro dell’Opera di Roma in Auftrag gegeben und dort am 25. Januar 1986 uraufgeführt.
Die Handlung spielt in Sizilien und basiert auf Ereignissen aus dem Leben der legendären historischen Figur Salvatore Giuliano (1922–1950), einem sizilianischen Bauern, der gegen die staatlichen italienischen Behörden, im Namen einer separatistischen Bewegung, gekämpft hat.

## Aufführungsgeschichte
Die ursprüngliche Produktion unter der Regie von Luciano Damiani und der Leitung von Gustav Kuhn wurde zum Gegenstand einer Monografie mit dem Titel Nascita di un’opera: Salvatore Giuliano, die im Jahre 1987 vom Fotografen Lorenzo Capellini veröffentlicht wurde.
Darauf erfolgten auch zwei Inszenierungen in Deutschland: die erste wurde unter der Leitung von Frank Cramer am 13. Mai 1987 im Mainfranken Theater in Würzburg, und eine weitere unter der Leitung von Johannes Wedekind am 8. Juni 1996 im Staatstheater Kassel aufgeführt.

## Handlung
Ort und Zeit: Westsizilien, Montelepre und die umliegenden Berge, zweite Hälfte der 1940er Jahre
In einem leeren Dorf ist in der Morgendämmerung ein Schuss zu hören, worauf ein Mann flüchtet. Als das Dorf erwacht, erscheint ein Vertreter der EVIS (Esercito Volontario per l’Indipendenza della Sicilia, deutsch: Freiwilligenarmee für die Unabhängigkeit Siziliens), der die Bewohner anspricht und ihnen Salvatore Giuliano vorstellt. In seiner Rede fordert der Mann die Dorfbewohner auf, den Kampf von EVIS um die Unabhängigkeit zu unterstützen. Nachdem Giuliano seine Unterstützung dafür zugesichert hat, bleibt er mit seinem Leutnant Gaspare Pisciotta allein. Als sie gerade darüber diskutieren, wie sie Giulianos Mutter aus dem Gefängnis befreien könnten, wird diese unerwartet von einem Mafioso zu ihm zurückgebracht. Dabei wird Giuliano klar, dass er jetzt der Mafia etwas schuldet.
In seiner Bergfestung schildert Giuliano Maria, einer schwedischen Journalistin, die zu ihm kam, um ihn zu interviewen, seine Lebensgeschichte. Er erinnert sich, dass er nur durch Zufall – wegen der Armut und der Ungerechtigkeit des italienischen Staates – zum Verbrecher wurde. Er gesteht, dass er auf seine Amnestie und die Auswanderung nach Amerika hofft. Das Interview wird von dem Mafioso unterbrochen, der zurückgekommen ist, um seine Belohnung zu fordern. Er verlangt von Giuliano, dass er die Parade der Kommunisten zum Tag der Arbeit in Portella della Ginestra attackiert. Im Austausch dafür würde die Mafia ihm Schutz und Hilfe bei seinem Antrag auf Amnestie garantieren. Giuliano stimmt dem zu.
Nach dem Anschlag denkt Oberst Ugo Luca, der Leiter der neu gebildeten Sonderpolizei zur Unterdrückung von Banditentum, über den Befehl des Innenministers, Giuliano zu liquidieren, weil er inzwischen zu viel wüsste, nach. Währenddessen begeht Giuliano beim Hochzeitsempfang seiner Schwester einen irreparablen Fehler, indem er fünf Mafiosi, die zu ihm kamen, um ihn zu informieren, dass die Behörden in Rom eine Belohnung für seine Ergreifung ausgesetzt hatten, tötet. Entsetzt über dieses Verbrechen trifft sich der Mafioso mit Oberst Luca und während die Polizisten die Leichen wegtragen, beschließen sie ihre Kräfte gegen Giuliano zu vereinen. Pisciotta wird zum Oberst gerufen, der ihn überzeugt, Giuliano im Austausch für sein eigenes Leben, zu verraten. In einem letzten verzweifelten Versuch bemüht sich Pisciotta, Giuliano davon zu überzeugen sofort zu fliehen, der aber weigert sich den Ort zu verlassen. Im leeren Dorf sind, wie am Anfang, die Schatten von zwei Männern auf dem Hintergrund zu sehen: einer schießt und der andere fällt um. Die Lichter im Dorf erlöschen und die Stimme einer Frau ist zu hören. Sie ruft: „Giuliano!“

## Arien und Auszüge
Das Orchester Intermezzo, welches der Massaker in Portella della Ginestra darstellt, sowie Giulianos Arie Poi andrò in America wurden als Auszüge für Konzertante Aufführungen arrangiert. Die Arie wurde zum ersten Mal an der Palm Beach Opera im Februar 1992 aufgeführt.